# Jamal
Poloostrov Jamal (rusky полуо́стров Яма́л – poluostrov Jamal) je poloostrov na severozápadě Sibiře v Rusku. Patří do Jamalo-něneckého autonomního okruhu, má délku zhruba 700 kilometrů a šířku až 240 kilometrů. Je severozápadním výběžkem Západosibiřské roviny. 

## Etymologie
Jméno poloostrova je tvořeno ze dvou něneckých slov – Ja (země) a mal (konec nebo okraj) – tedy Konec země. V Rusku existuje dětská říkánka o tom, který poloostrov sám hovoří o své velikosti a odpověď je Jamal - Ja mal, v ruštině to znamená Jsem malý.

## Geografie
Poloostrov je obklopený Severním ledovým oceánem, konkrétně Bajdarackým zálivem na jihozápadě, Karským mořem na západě a Obským zálivem na východě. Prakticky celá plocha poloostrova je pokryta permafrostem a tundrou, pouze na jihu jsou menší oblasti lesotundry. Geologicky je velmi mladý, některá místa jsou mladší než deset tisíc let. Je zde mnoho jezer ledovcového původu, největší z nich je Jambuto.

## Přírodní zdroje
Jamal je největším ruským nalezištěm zemního plynu, plynovod Jamal–Evropa odsud odvádí plyn z naleziště s odhadovanou velikostí 55 biliónů krychlových metrů. Kromě samotného plynovodu je součástí zdejší těžařské infrastruktury také železniční trať Obskaja-Karskaja, která je na zbytek ruské železniční sítě připojena v Obské přes provozovaný okrajový úsek zrušené trati Salechard–Igarka.
V oblasti je také dodnes provozován tradiční kočovný chov polárních sobů. Domorodí Něnci jich zde chovají zhruba půl miliónu.

## Osady
Na poloostrově se nachází 9 osad:
| Název        | Rusky        | Anglicky     | Počet obyvatel | Souřadnice                       |
| ------------ | ------------ | ------------ | -------------- | -------------------------------- |
| Bovanenkovo  | Бованенково  | Bovanenkovo  | 0              | 70°21′44″ s. š., 68°26′45″ v. d. |
| Drovjanoj    | Дровяной     | Drovyanoy    | 0              | 72°24′44″ s. š., 72°44′ v. d.    |
| Charasavej   | Харасавэй    | Kharasavey   | 0              | 71°10′51″ s. š., 66°52′54″ v. d. |
| Jar-sale     | Яр-Сале      | Yar-Sale     | 7 441          | 66°51′45″ s. š., 70°51′17″ v. d. |
| Mys-Kamennyj | Мыс-Каменный | Mys-Kamennyy | 1 745          | 68°26′32″ s. š., 73°35′7″ v. d.  |
| Nový Port    | Новый Порт   | Novy Port    | 1 820          | 67°41′57″ s. š., 72°55′50″ v. d. |
| Sabetta      | Сабетта      | Sabetta      | 30 000         | 71°15′0″ s. š., 72°6′10″ v. d.   |
| Sjojacha     | Сёяха        | Seyakha      | 2792           | 70°9′8″ s. š., 72°32′21″ v. d.   |
| Tambej       | Тамбей       | Tambey       | 34             | 71°28′29″ s. š., 71°48′48″ v. d. |

## Galerie

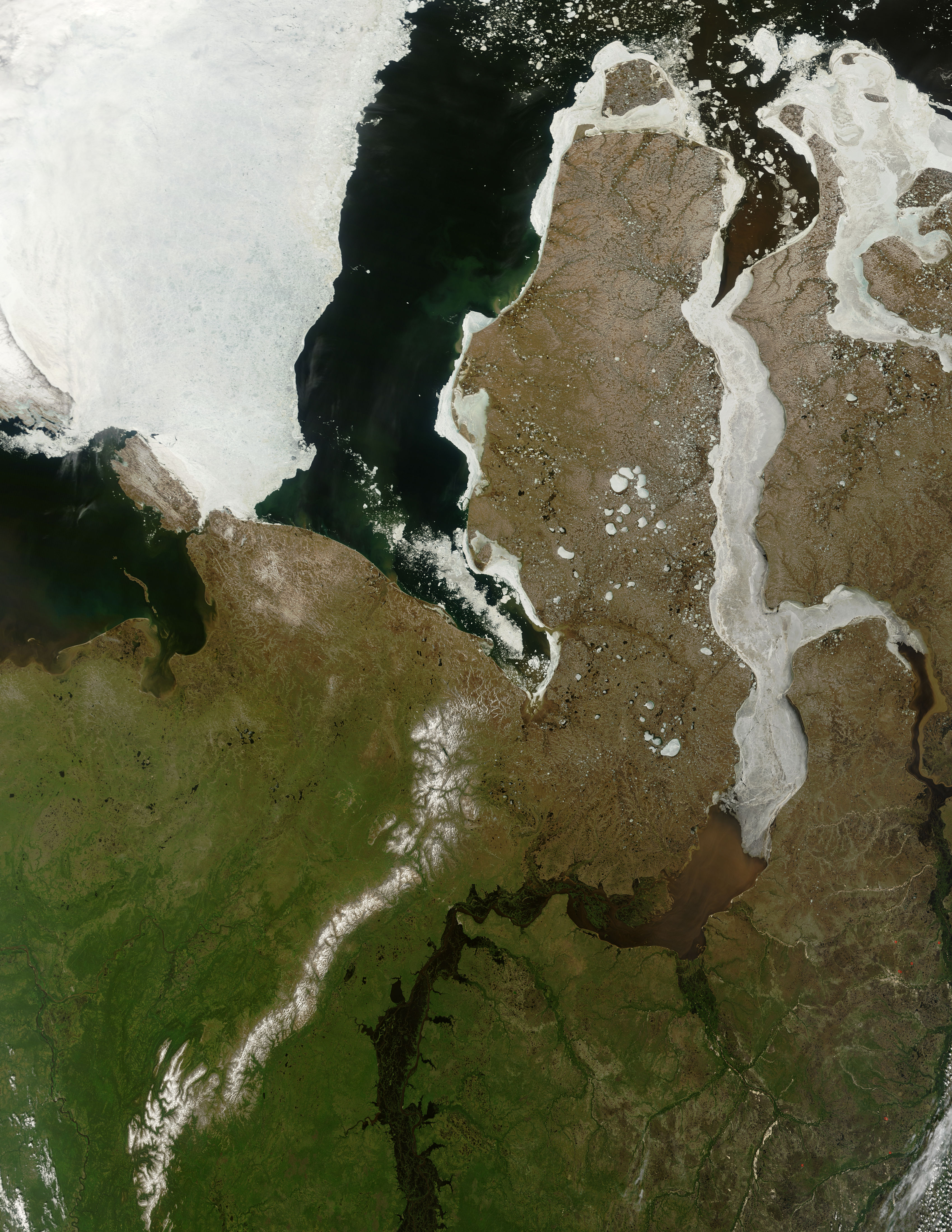
Satelitní snímek poloostrova
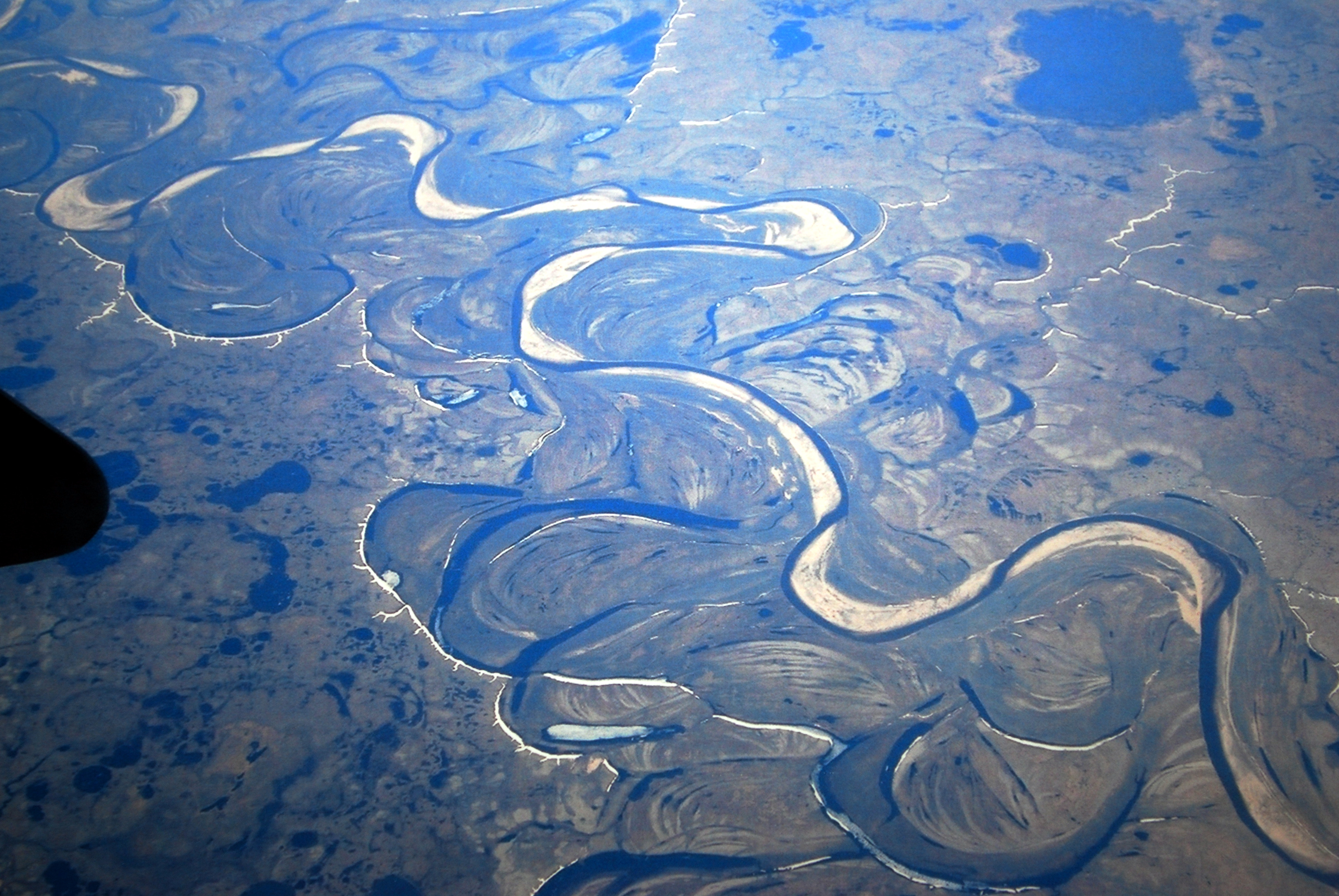
Letecký snímek řeky na poloostrově Jamal
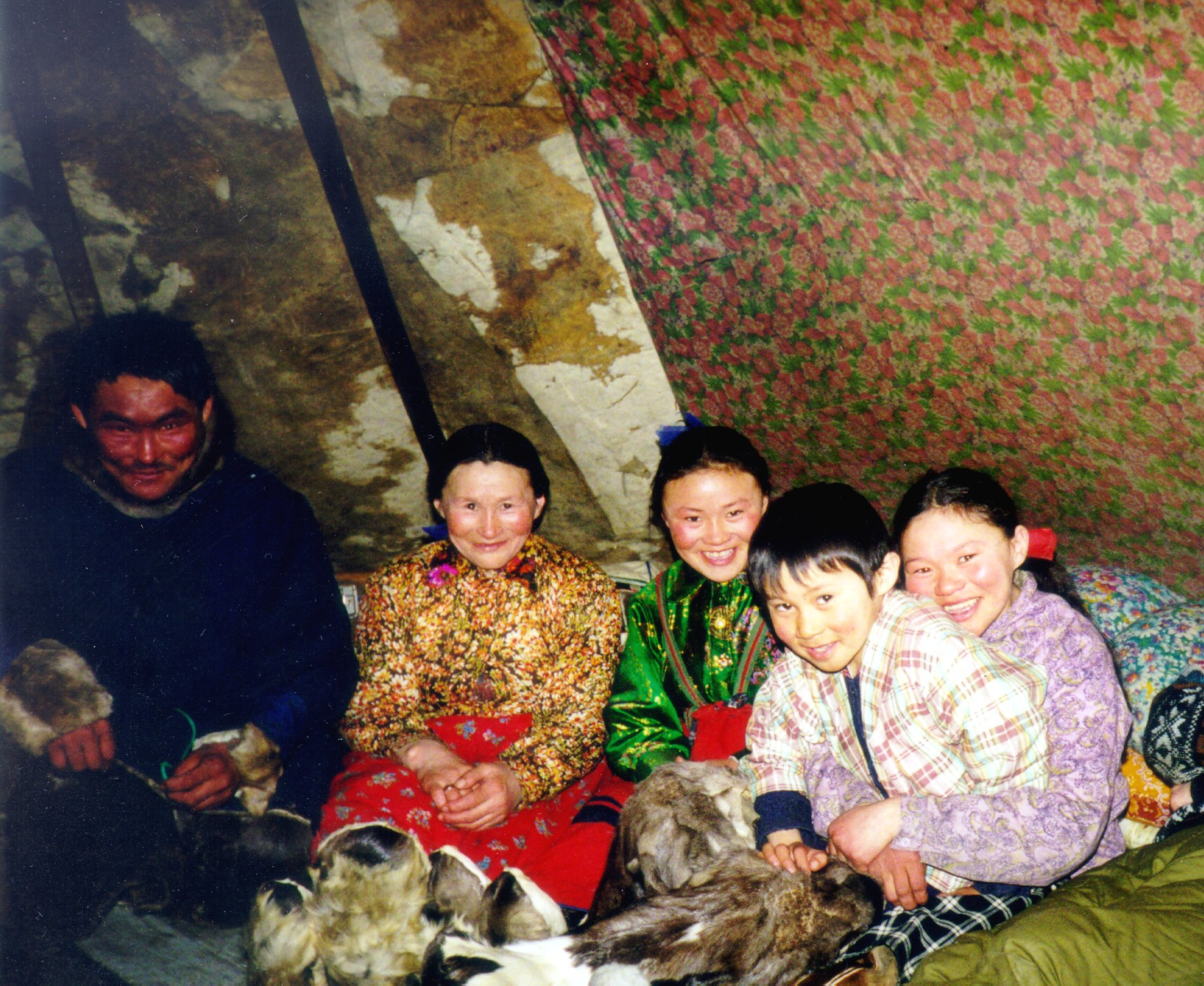
Rodina původních obyvatel - Něnců